# SZNZ: Winter
SZNZ: Winter es el décimo EP de la banda de rock estadounidense Weezer, y el último de cuatro EP en su proyecto SZNZ. Fue lanzado digitalmente el 21 de diciembre de 2022, coincidiendo con el solsticio de diciembre . Tuvo un sencillo, "I Want a Dog", lanzado el 9 de diciembre de 2022.

## Antecedentes
Rivers Cuomo describió la emoción general del proyecto como tristeza. Cuomo dijo que la composición sería estilísticamente similar a Elliott Smith con "mucha pérdida y desesperación".
Weezer, bajo su seudónimo de Goat Punishment, interpretó SZNZ: Winter en su totalidad en The Troubadour en West Hollywood, California, el 19 de septiembre de 2022.

## Lanzamiento
El sencillo principal, "I Want a Dog", fue lanzado el 9 de diciembre de 2022, con una presentación en vivo de la canción en Jimmy Kimmel Live! el 16 de diciembre de 2022.
SZNZ: Winter se lanzó oficialmente el 21 de diciembre de 2022 junto con un video de "Dark Enough to See the Stars".

## Listado de pistas
Todas las canciones escritas y compuestas por Rivers Cuomo. 
| N.º   | Título                         | Producer(s) | Duración |  |
| 1.    | «I Want a Dog»                 |             | 2:49     |  |
| 2.    | «Iambic Pentameter»            |             | 3:52     |  |
| 3.    | «Basketball»                   |             | 2:47     |  |
| 4.    | «Sheraton Commander»           |             | 2:04     |  |
| 5.    | «Dark Enough to See the Stars» |             | 2:37     |  |
| 6.    | «The One That Got Away»        |             | 2:52     |  |
| 7.    | «The Deep and Dreamless Sleep» |             | 4:36     |  |
| 21:35 |                                |             |          |  |

| Pista extra exclusiva en vinilo |                        |          |  |
| N.º                             | Título                 | Duración |  |
| 8.                              | «Why Don't You Get Me» |          |  |

## Personal
Weezer
- Rivers Cuomo - voz principal, guitarras, coros
- Brian Bell - guitarras, coros
- Patrick Wilson – batería
- Scott Shriner - bajo, coros

Músicos adicionales
- Max Bernstein - dirección musical
- Jonathan Dreyfus: banjo, violonchelo, contrabajo, armonio, clavicémbalo, melotrón, arreglo orquestal, theremin, viola, violín
- Amy Andersen - coros
- Jean-Louise Parker - coros, viola, violín
- Harry Cooper – clarinete
- Jonathan Leahy - arreglo de cuerdas
- Kelly O'Donohue - trompeta
- Jake Sinclair - voces adicionales, sintetizador (pista 1)
- Efe Cakar – guitarra adicional (2)
- Suzy Shinn - voces adicionales (3)